# Stephanie Brunner
Stephanie Brunner (Schwaz, 20 de febrero de 1994) es una deportista austríaca que compite en esquí alpino, especialista en la modalidad de eslalon.
Participó en dos Juegos Olímpicos de Invierno, en los años 2018 y 2022, obteniendo una medalla de plata en Pyeongchang 2018, en la prueba de equipo mixto. En la Copa del Mundo consiguió un podio en total.

## Palmarés internacional
| Juegos Olímpicos | Juegos Olímpicos            | Juegos Olímpicos | Juegos Olímpicos |
| Año              | Lugar                       | Medalla          | Prueba           |
| ---------------- | --------------------------- | ---------------- | ---------------- |
| 2018             | Pyeongchang (Corea del Sur) | Medalla de plata | Equipo mixto     |